# Pilosella piloselloides
Pilosella piloselloides (нечуйвітер гінкий або нечуйвітер стрункий як Hieracium piloselloides) — вид рослин з родини айстрових (Asteraceae), поширений у Європі й на пд.-сх. до Ірану.

## Опис
Багаторічна рослина, трава, 40–60 см заввишки. Приквітки темні, зі світлою облямівкою. Квітконоси потовщені, сіро-шерстисті. Обгортки 6–7 мм довжиною, циліндричні: листочки їхні гострі, чорнуваті, з широкою світлою облямівкою, з небагатьма чорними волосками. Загальне суцвіття стиснуто-волотисте, з 10–20 кошиками. Віночок золотисто-жовтий.

## Поширення
Поширений у Європі й на пд.-сх. до Ірану; інтродукований до Канади й США.
В Україні вид зростає в лісах, на галявинах, сухих луках і схилах — у Закарпатті, Карпатах, Розточчі-Опіллі, Лісостепу.

## Галерея

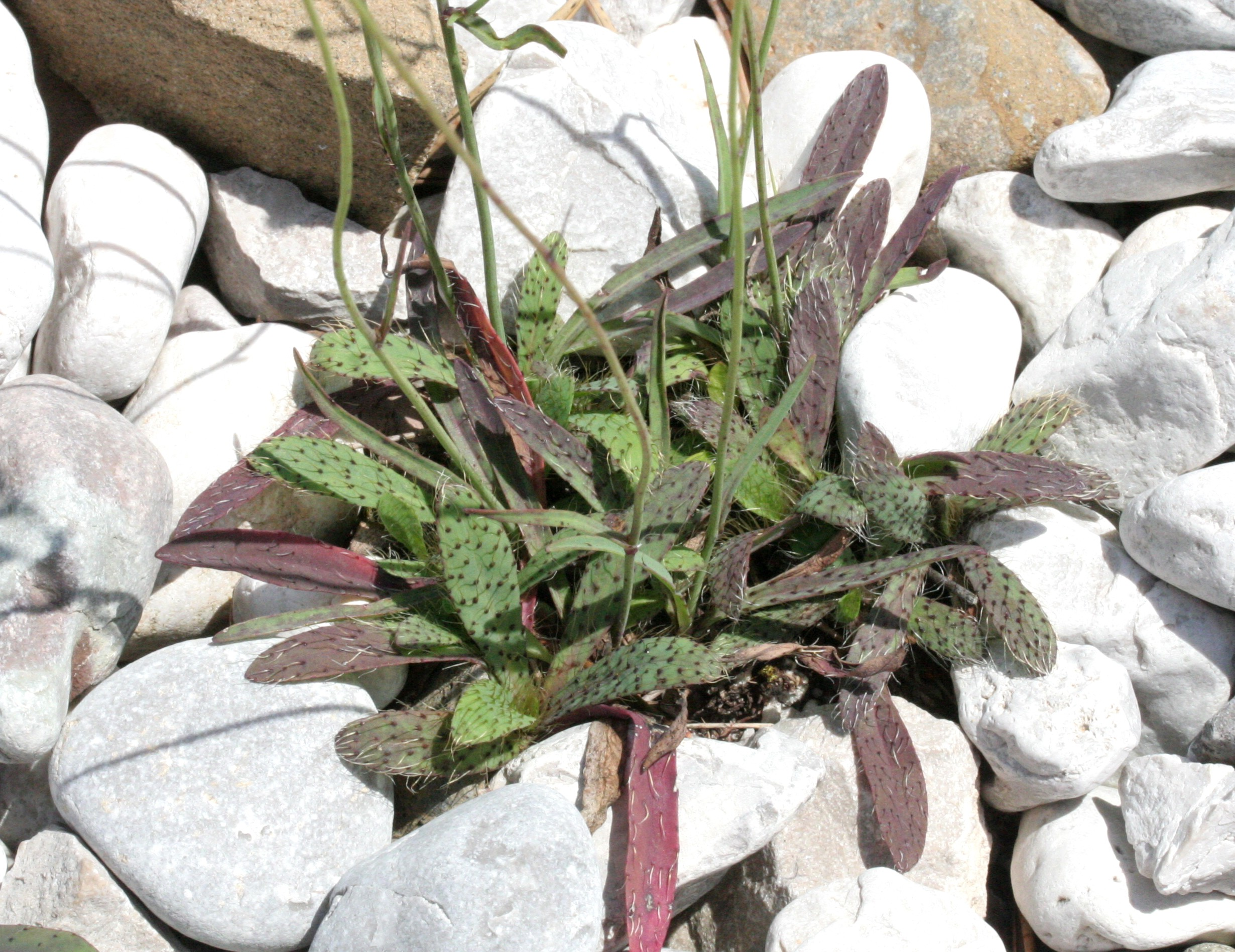
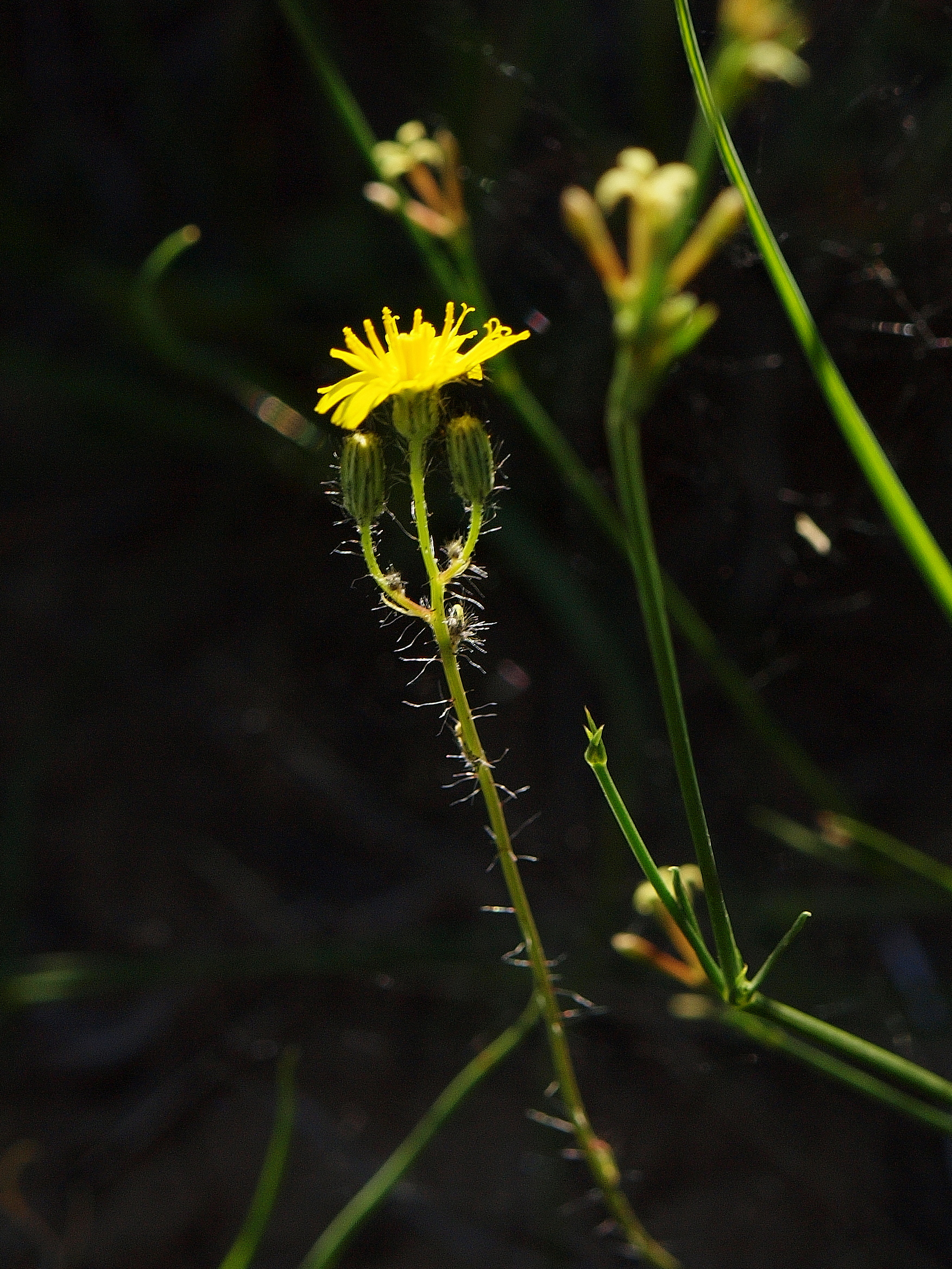
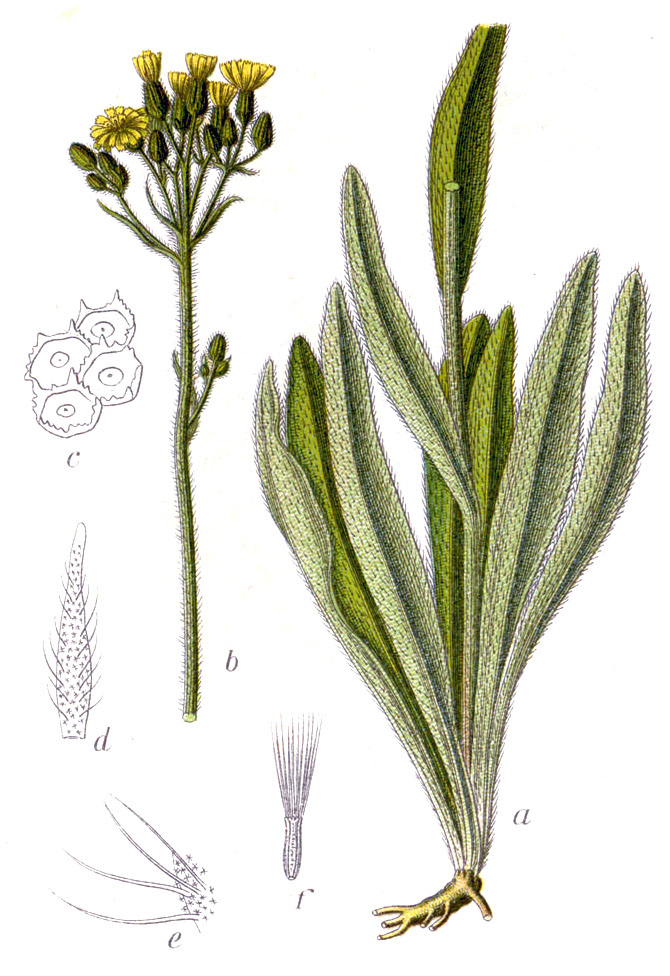